# Sergej Něčajev

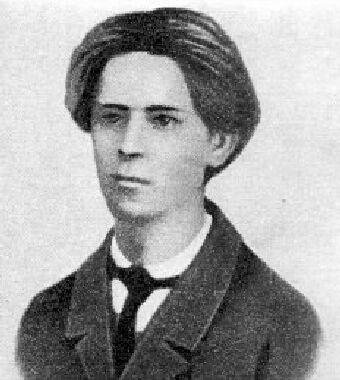
Sergej Něčajev

Sergej Gennadijevič Něčajev (rusky Сергей Геннадиевич Нечаев, 2. října 1847, Ivanovo, Ruské impérium – 21. listopadujul. / 3. prosincegreg. 1882, Petrohrad, Ruské impérium) byl ruský revolucionář a anarchista, představitel nihilismu. Zastával ideu zničení všech státních útvarů.

## Životopis

### Mládí
Sergej Něčajev se narodil v Ivanovu chudým rodičům. Jeho otec byl číšník a malíř (podle jiných údajů byl řemeslníkem). Již jako v mladíkovi se v něm vyvinulo povědomí o sociální nerovnosti a nadržování místní šlechtě.
V roce 1865 odešel Něčajev do Moskvy, kde pracoval pro historika Michaila Pogodina. O rok později odešel do Petrohradu, kde se stal učitelem v náboženské škole. Seznámil se s ilegální literaturou Děkabristů a Michaila Bakunina, který měl na Něčajeva zásadní vliv. V roce 1868–1869 se účastnil studentských protestů.

### Emigrant
V lednu 1869 byl na Něčajeva vydán zatykač, proto odešel nejprve do Moskvy a poté do Švýcarska. Usadil se v Ženevě, kde předstíral, že je zástupce revolučního výboru, který utekl z Petropavlovské věznice. Díky tomu si vysloužil důvěru u Michaila Bakunina a jeho přítele a spolupracovníka Nikolaje Ogareva.
V roce 1869 napsal Něčajev s Bakuninem knihu "Řada otázek revolucionářů", program pro „nemilosrdné zničení“ společnosti a státu.

### Návrat
Téhož roku se Něčajev vrátil do Moskvy pomocí Bakuninových ilegálních kontaktů. Předstíral, že je zástupce ruského oddělení "Celosvětové revoluční unie" (která neexistovala) a vytvořil pobočku ilegální organizace Narodnaja Rasprava.
Jeden z členů organizace, Ivan Ivanov však nesouhlasil s Něčajevovými myšlenkami a opustil skupinu, což se mu stalo osudným. Dne 21. listopadujul./ 3. prosince 1869greg. Něčajev a jeho přátelé Ivanova zmlátili, škrtili a nakonec zastřelili, tělo poté hodili do jezera dírou v ledu. Tento čin později použil spisovatel Fjodor Dostojevskij v románu Běsi, kde Něčajeva má ztvárňovat jeden z hlavních hrdinů Petr Stěpanovič Verchovenskij.
Tělo bylo brzy nalezeno. Několik vrahů bylo zatčeno, sám Něčajev se však zatčení vyhnul a opět utekl do Ženevy.

### Pád
V roce 1872 byl Něčajev zatčen v Curychu a předán do Ruska. Následujícího roku byl za zabití Ivanova odsouzen na 20 let nucených prací v Petropavlovské věznici. Revolucionář a pozdější terorista Andrej Željabov mu chtěl pomoci utéct z pevnosti, Něčajev však odmítl.
Teprve v roce 1880 se Něčajev pokoušel navázat spojení s organizací Narodnaja volja, po níž chtěl, aby mu pomohla s útěkem. Nikdo však o něho neměl zájem, Narodnaja volja v té době totiž osnovala atentát na Alexandra II.
Něčajev zemřel osamocen ve své cele roku 1882.